# Azumaia
Azumaia là một chi bướm đêm thuộc họ Noctuidae.